# Ponoćna molitva
Ponoćna molitva je srpski film iz 2013.godine.
Radnja se događa nekoliko večeri po završetku bitke na Čegru 1809. Neimar Milisav je doveden da teše kamen za buduću kulu  koja će biti načinjena od odsečenih glava srpskih pobudjenika izginulih na Čegru. U toku noći upoznaje se sa ćovekom koji se predstavlja kao sveštenik Gavrilo. Kasnije će se ispostaviti da se radi o srpskom vojniku koji je pobegao uoči bitke i koji nema sna otkako je saznao za ono što se dogodilo njegovim drugovima među kojima je i njegov bratanac. U dugoj noći njih dvojica pretresaju različite i brojne zablude shvatanja istorije i svoje uloge u njoj dok je čitava bitka na Čegru ispričana rečima običnih ljudi.
Scenario filma Ponoćna molitva rađen je po motivu drame Senke Ćele kule Nebojše Ozimića, koji je autor scenarija ovog filma. Muziku je napisao Borivoje Mladenović Ćaba, režirao Boban Rajković u produkciji KTV Studio Rača.  Film je premijerno prikazan 2013. na Filmskim susretima u Nišu.

## Uloge
| Глумац                | Улога                   |
| --------------------- | ----------------------- |
| Aleksandar Mihailović | Milisav                 |
| Dejan Cicmilović      | Sveštenik Gavrilo/ Rade |
| Jasminka Hodžić       | Suđaja                  |
| Žena                  | Petra Dimitrijević      |
| Zlatko Ilić           | Tijosav                 |
| Nebojša Milosavljević | Turčin 1                |
| Marko Bogdanović      | Turčin 2                |
| Nebojša Ozimić        | Turčin 3                |